# Бахаме на Светском првенству у атлетици у дворани 2003.
Бахаме су учествовали на Светском првенству у атлетици у дворани 2003. одржаном у Бирмингему од 14. до 16. марта десети пут, односно учествовала је на свим првенствима до данас. Репрезентацију Бахама представљало је 6 такмичара (2 мушкарца и 4 жена), који су се такмичили у 4 дисциплине (3 мушке и 1 женска).
На овом првенству Бахаме су по броју освојених медаља делиле 14. место са две освојене медаље (сребрна и бронзана).. У табели успешности према броју и пласману такмичара који су учествовали у финалним такмичењима (првих 8 такмичара) Бахаме је са 2 учесника у финалу делила 19. место са 13 бодова.
| Плас. | Земља  | 1. место | 2. место | 3. место | 4. место | 5. место | 6. место | 7. место | 8. место | Бр. финал. | Бод. |
| ----- | ------ | -------- | -------- | -------- | -------- | -------- | -------- | -------- | -------- | ---------- | ---- |
| =19.  | Бахаме | 0        | 1        | 1        | 0        | 0        | 0        | 0        | 0        | 2          | 13   |

## Учесници
| Мушкарци: - Доминик Демерите — 200 м - Крис Браун — 400 м | Жене: - Чандра Стуруп — 60 м - Саватеда Финес — 60 м - Тоник Вилијамс Дарлинг — 400 м - Кристин Амертил — 400 м |  |

## Освајачи медаља (2)

### Сребро (1)
- Кристин Амертил — 400 м

### Бронза (1)
- Доминик Демерите — 200 м

## Резултати

### Мушкарци
| Атлетичар        | Дисциплина | Лични рекорд | Квалификације | Квалификације | Полуфинале   | Полуфинале | Финале               | Финале       | Детаљи |
| Атлетичар        | Дисциплина | Лични рекорд | Резултат      | Место         | Резултат     | Место      | Резултат             | Место        | Детаљи |
| ---------------- | ---------- | ------------ | ------------- | ------------- | ------------ | ---------- | -------------------- | ------------ | ------ |
| Доминик Демерите | 200 м      |              | 21,00 КВ      | 1. у гр. 5    | 20,67 КВ, НР | 1. у гр. 1 | 20,92                |              |        |
| Крис Браун       | 400 м      | 46,66        | 46,74 кв      | 3. у гр. 3    | 47,03        | 5. у гр. 1 | Није се квалификовао | 10 / 18 (24) |        |

### Жене
| Атлетичарка            | Дисциплина | Лични рекорд | Квалификације | Квалификације | Полуфинале       | Полуфинале       | Финале                | Финале                | Детаљи         |
| Атлетичарка            | Дисциплина | Лични рекорд | Резултат      | Место         | Резултат         | Место            | Резултат              | Место                 | Детаљи         |
| ---------------------- | ---------- | ------------ | ------------- | ------------- | ---------------- | ---------------- | --------------------- | --------------------- | -------------- |
| Чандра Стуруп          | 60 м       | 7,05         | 7,26 КВ       | 2. у гр. 3    | 7,24             | 4. у гр. 1       | Није се квалификовала | 9 / 31 (34)           |                |
| Саватеда Финес         | 60 м       | 7,01         | 7,26 КВ       | 2. у гр. 3    | 7,19 КВ          | 2. у гр. 2       | Није стартовала       | Није стартовала       |                |
| Тоник Вилијамс Дарлинг | 400 м      | 53,27        | 52,04 КВ, ЛРд | 1. у гр. 1    | Дисквалификована | Дисквалификована | Није се квалификовала | Није се квалификовала |                |
| Кристин Амертил        | 400 м      | 51,66        | 52,15 КВ      | 1. у гр. 2    | 51,11 КВ, НР     | 2. у гр. 1       | 51,11 НР              |                       | [ мртва веза ] |